# Champs, Orne

Champs este o comună în departamentul Orne, Franța. În 1 ianuarie 2018 avea o populație de 80 de locuitori.